# Izvoru (Tisău), Buzău
Izvoru (în trecut, Linia Ciolanu) este satul de reședință al comunei Tisău din județul Buzău, Muntenia, România. Se află în depresiunea Nișcov, în vestul județului, în Subcarpații de Curbură.